# Javier Cuenca
Francisco Javier Cuenca García (Albacete, 1 de julio de 1974) es un abogado y político español del Partido Popular, alcalde de Albacete entre 2015 y 2017.

## Biografía
Nació en Albacete en 1974. Tras cursar sus estudios primarios y secundarios, en 1992 pasó a los superiores, licenciándose en Derecho en 1996 por la Universidad de Castilla-La Mancha. Al finalizar su formación comenzó a ser funcionario de carrera del Cuerpo Superior de la Junta de Comunidades de Castilla-La Mancha y del Cuerpo de Gestión de la Administración del Estado en especialidad jurídica.
En el 2000 comenzó trabajando en los servicios de Economía de la provincia de Toledo y seguidamente desde 2001 hasta 2007 ocupó numerosos cargos de responsabilidad en la Junta de Comunidades, siendo jefe de la sección jurídica de la Consejería de Industria y Trabajo, asesor jurídico de la Delegación Provincial de la Vivienda, jefe del Servicio de Artesanía y asesor jurídico del Servicio de Salud de Castilla-La Mancha, encargándose de la Delegación Provincial de Salud y Bienestar Social.
Tras las elecciones municipales de España de 2007 salió elegido como miembro de la corporación municipal del Ayuntamiento de Albacete por las listas del Partido Popular y posteriormente fue reelegido tras las elecciones de 2011, siendo nombrado concejal de Urbanismo y Vivienda. Durante ese tiempo pasó a ser delegado de la Junta de Comunidades en la provincia de Albacete, dejando el puesto de concejal que ostentaba.
En las elecciones municipales de 2015, tras la salida de la política de la alcaldesa entre 2011 y 2015, Carmen Bayod, Javier Cuenca pasó a ser el candidato del Partido Popular en la ciudad de Albacete, ganando las elecciones. Tras su victoria, el 13 de junio fue investido alcalde de Albacete. Después de dos años en el poder, el 24 de junio de 2017 presentó su dimisión como alcalde por motivos de salud, haciéndose efectiva en el pleno celebrado el 29 del mismo mes. Fue sucedido el 5 de julio de 2017 por el hasta entonces primer teniente de alcalde, Manuel Serrano. Desde 2020 forma parte del Comité Ejecutivo Provincial del Partido Popular.